# 프라치오네
프라치오네(frazione, 복수형은 "프라치오니"(frazioni))는 코무네의 하위 행정 구역이다. 대체로 코무네의 중심지(capoluogo 카풀루오고[*])를 둘러싸는 주변 마을에 쓰인다. 코무네에 따라 프라치오네를 두지 않는 곳도 있고, 수십개의 프라치에노를 두는 곳도 있다.

## 같이 보기
- 세스티에레
- 콰르티에레
- 코무네#하위 행정 구역